# Kanton Vallet
Der Kanton Vallet ist seit 1790 ein französischer Wahlkreis im Arrondissement Nantes, im Département Loire-Atlantique und in der Region Pays de la Loire; sein Hauptort ist Vallet.

## Geschichte
Der Kanton entstand 1790. Von 1790 bis 2015 gehörten fünf Gemeinden zum Kanton Vallet. Mit der Neuordnung der Kantone in Frankreich stieg die Zahl der Gemeinden 2015 auf 12. Zu den bisherigen Gemeinden kamen alle sieben Gemeinden des bisherigen Kantons Le Loroux-Bottereau hinzu.

## Lage
Der Kanton liegt im Osten des Départements Loire-Atlantique.

## Gemeinden
Der Kanton besteht aus elf Gemeinden mit insgesamt 49.940 Einwohnern (Stand: 1. Januar 2022) auf einer Gesamtfläche von 276,17 km²:
| Gemeinde                  | Gallo                   | Bretonisch          | Einwohner (2022) | Fläche (km²) | Code postal | Code Insee |
| ------------------------- | ----------------------- | ------------------- | ---------------- | ------------ | ----------- | ---------- |
| Divatte-sur-Loire         |                         | Diwazh-Liger        | 7.158            | 33,9         | 44450       | 44029      |
| La Boissière-du-Doré      | La Boécierr             | Beuzid-an-Doured    | 1.114            | 9,41         | 44430       | 44016      |
| La Chapelle-Heulin        | La Chapèll-Oelein       | Chapel-Huelin       | 3.443            | 13,47        | 44330       | 44032      |
| La Regrippière            | La Regripèrr            | Skouvlant           | 1.559            | 18,17        | 44330       | 44140      |
| La Remaudière             | La Remaudèrr            | Kerravaot           | 1.288            | 12,98        | 44430       | 44141      |
| Le Landreau               | Le Landraud             | Lannerell           | 3.214            | 23,98        | 44430       | 44079      |
| Le Loroux-Bottereau       | Le Lorór-Boterèu        | Lavreer-Botorel     | 8.595            | 45,31        | 44430       | 44084      |
| Le Pallet                 | Le Palèt                | Ar Palez            | 3.374            | 11,75        | 44330       | 44117      |
| Mouzillon                 | Mózilhon                | Maodilon            | 2.903            | 16,5         | 44330       | 44108      |
| Saint-Julien-de-Concelles | Saent-Julien-de-Concèll | Sant-Juluan-Kankell | 7.768            | 31,74        | 44450       | 44169      |
| Vallet                    | Valèt                   | Gwaled              | 9.524            | 58,96        | 44330       | 44212      |
| Kanton Vallet             | Valèt                   | Gwaled              | 49.940           | 276,17       | -           | 4430       |

Der alte Kanton Vallet umfasste fünf Gemeinden auf einer Fläche von 118,85 km²: La Chapelle-Heulin, La Regrippière, Le Pallet, Mouzillon und Vallet (Hauptort). Er besaß vor 2015 den INSEE-Code 4444.

## Veränderungen im Gemeindebestand seit der landesweiten Neuordnung der Kantone
2016: Fusion Barbechat und La Chapelle-Basse-Mer → Divatte-sur-Loire

## Bevölkerungsentwicklung
| 1962 | 1968 | 1975   | 1982   | 1990   | 1999   | 2006   | 2013   |
| ---- | ---- | ------ | ------ | ------ | ------ | ------ | ------ |
| 9377 | 9571 | 10.052 | 11.833 | 12.796 | 13.901 | 17.038 | 19.276 |

## Politik
Im 1. Wahlgang am 22. März 2015 erreichte keines der vier Wahlpaare die absolute Mehrheit. Bei der Stichwahl am 29. März 2015 gewann das Gespann Pierre Bertin/Charlotte Luquiau (beide UD) gegen René Baron/Réjane Secher (beide PS) mit einem Stimmenanteil von 62,11 % (Wahlbeteiligung:48,72 %).
Seit 1945 hatte der Kanton folgende Abgeordnete im Rat des Départements:
| Vertreter im conseil général des Départements | Vertreter im conseil général des Départements | Vertreter im conseil général des Départements |
| Amtszeit                                      | Name                                          | Partei                                        |
| --------------------------------------------- | --------------------------------------------- | --------------------------------------------- |
| 1945–1951                                     | Émile Gabory                                  | DVD                                           |
| 1951–1970                                     | Etienne Mahot                                 | DVD                                           |
| 1970–1976                                     | M. Demangeau                                  | parteilos, dann PS                            |
| 1976–1982                                     | M. Barre                                      | DVD                                           |
| 1982–1988                                     | Robert Bouet                                  | DVD                                           |
| 1988–1994                                     | Antoine Guilbaud                              | DVD                                           |
| 1994–2008                                     | Jean-Claude Douet                             | UDF, dann MoDem                               |
| 2008–2015                                     | René Baron                                    | PS                                            |
| 2015–                                         | Pierre Bertin Charlotte Luquiau               | Union de la Droite                            |